# Trend (tygodnik)
Trend – słowacki tygodnik o tematyce ekonomiczno-biznesowej, skierowany głównie do odbiorców działających w sferze gospodarczej. Ukazuje się od 1991 roku. Jego wydawcą jest News and Media Holding a.s. Nakład pisma wynosi blisko 10 tys. egzemplarzy (marzec 2016).